# Шазел (Шарант)
Шазел (фр. Chazelles) насеље је и општина у западној Француској у региону Поату-Шарант, у департману Шарант која припада префектури Ангулем.
По подацима из 2011. године у општини је живело 1488 становника, а густина насељености је износила 57,67 становника/km². Општина се простире на површини од 25,80 km². Налази се на средњој надморској висини од 95 метара (максималној 146 m, а минималној 84 m).

## Демографија
| 1962. | 1968. | 1975. | 1982. | 1990. | 1999. | 2011. |
| ----- | ----- | ----- | ----- | ----- | ----- | ----- |
| 1.022 | 1.067 | 1.065 | 1.315 | 1.428 | 1.391 | 1.488 |

График промене броја становника у току последњих година